# Матч за звання чемпіона світу із шахів 1961
Матч за звання чемпіона світу з шахів був проведений у Москві з 23 березня по 20 травня 1961 року. Ексчемпіон світу Михайло Ботвинник, який втратив титул у 1960 році, міг вимагати матч-реванш. Матч відбувся у 1961 році. Чинний чемпіон Михайло Таль програв матч з рахунком 8 — 13 і, згідно з правилами ФІДЕ, втратив титул чемпіона світу. Михайло Ботвинник повернув собі звання чемпіона світу з шахів.
|   | a | b | c | d | e | f | g | h |   |
| 8 | c8 чорна тура · a7 біла тура · c6 чорний пішак · f6 чорний пішак · h6 чорний пішак · b5 чорний король · c5 білий слон · d4 білий пішак · e4 чорна тура · c3 чорний пішак · f2 білий король · g2 білий пішак · a1 біла тура | c8 чорна тура · a7 біла тура · c6 чорний пішак · f6 чорний пішак · h6 чорний пішак · b5 чорний король · c5 білий слон · d4 білий пішак · e4 чорна тура · c3 чорний пішак · f2 білий король · g2 білий пішак · a1 біла тура | c8 чорна тура · a7 біла тура · c6 чорний пішак · f6 чорний пішак · h6 чорний пішак · b5 чорний король · c5 білий слон · d4 білий пішак · e4 чорна тура · c3 чорний пішак · f2 білий король · g2 білий пішак · a1 біла тура | c8 чорна тура · a7 біла тура · c6 чорний пішак · f6 чорний пішак · h6 чорний пішак · b5 чорний король · c5 білий слон · d4 білий пішак · e4 чорна тура · c3 чорний пішак · f2 білий король · g2 білий пішак · a1 біла тура | c8 чорна тура · a7 біла тура · c6 чорний пішак · f6 чорний пішак · h6 чорний пішак · b5 чорний король · c5 білий слон · d4 білий пішак · e4 чорна тура · c3 чорний пішак · f2 білий король · g2 білий пішак · a1 біла тура | c8 чорна тура · a7 біла тура · c6 чорний пішак · f6 чорний пішак · h6 чорний пішак · b5 чорний король · c5 білий слон · d4 білий пішак · e4 чорна тура · c3 чорний пішак · f2 білий король · g2 білий пішак · a1 біла тура | c8 чорна тура · a7 біла тура · c6 чорний пішак · f6 чорний пішак · h6 чорний пішак · b5 чорний король · c5 білий слон · d4 білий пішак · e4 чорна тура · c3 чорний пішак · f2 білий король · g2 білий пішак · a1 біла тура | c8 чорна тура · a7 біла тура · c6 чорний пішак · f6 чорний пішак · h6 чорний пішак · b5 чорний король · c5 білий слон · d4 білий пішак · e4 чорна тура · c3 чорний пішак · f2 білий король · g2 білий пішак · a1 біла тура | 8 |
| 7 | c8 чорна тура · a7 біла тура · c6 чорний пішак · f6 чорний пішак · h6 чорний пішак · b5 чорний король · c5 білий слон · d4 білий пішак · e4 чорна тура · c3 чорний пішак · f2 білий король · g2 білий пішак · a1 біла тура | c8 чорна тура · a7 біла тура · c6 чорний пішак · f6 чорний пішак · h6 чорний пішак · b5 чорний король · c5 білий слон · d4 білий пішак · e4 чорна тура · c3 чорний пішак · f2 білий король · g2 білий пішак · a1 біла тура | c8 чорна тура · a7 біла тура · c6 чорний пішак · f6 чорний пішак · h6 чорний пішак · b5 чорний король · c5 білий слон · d4 білий пішак · e4 чорна тура · c3 чорний пішак · f2 білий король · g2 білий пішак · a1 біла тура | c8 чорна тура · a7 біла тура · c6 чорний пішак · f6 чорний пішак · h6 чорний пішак · b5 чорний король · c5 білий слон · d4 білий пішак · e4 чорна тура · c3 чорний пішак · f2 білий король · g2 білий пішак · a1 біла тура | c8 чорна тура · a7 біла тура · c6 чорний пішак · f6 чорний пішак · h6 чорний пішак · b5 чорний король · c5 білий слон · d4 білий пішак · e4 чорна тура · c3 чорний пішак · f2 білий король · g2 білий пішак · a1 біла тура | c8 чорна тура · a7 біла тура · c6 чорний пішак · f6 чорний пішак · h6 чорний пішак · b5 чорний король · c5 білий слон · d4 білий пішак · e4 чорна тура · c3 чорний пішак · f2 білий король · g2 білий пішак · a1 біла тура | c8 чорна тура · a7 біла тура · c6 чорний пішак · f6 чорний пішак · h6 чорний пішак · b5 чорний король · c5 білий слон · d4 білий пішак · e4 чорна тура · c3 чорний пішак · f2 білий король · g2 білий пішак · a1 біла тура | c8 чорна тура · a7 біла тура · c6 чорний пішак · f6 чорний пішак · h6 чорний пішак · b5 чорний король · c5 білий слон · d4 білий пішак · e4 чорна тура · c3 чорний пішак · f2 білий король · g2 білий пішак · a1 біла тура | 7 |
| 6 | c8 чорна тура · a7 біла тура · c6 чорний пішак · f6 чорний пішак · h6 чорний пішак · b5 чорний король · c5 білий слон · d4 білий пішак · e4 чорна тура · c3 чорний пішак · f2 білий король · g2 білий пішак · a1 біла тура | c8 чорна тура · a7 біла тура · c6 чорний пішак · f6 чорний пішак · h6 чорний пішак · b5 чорний король · c5 білий слон · d4 білий пішак · e4 чорна тура · c3 чорний пішак · f2 білий король · g2 білий пішак · a1 біла тура | c8 чорна тура · a7 біла тура · c6 чорний пішак · f6 чорний пішак · h6 чорний пішак · b5 чорний король · c5 білий слон · d4 білий пішак · e4 чорна тура · c3 чорний пішак · f2 білий король · g2 білий пішак · a1 біла тура | c8 чорна тура · a7 біла тура · c6 чорний пішак · f6 чорний пішак · h6 чорний пішак · b5 чорний король · c5 білий слон · d4 білий пішак · e4 чорна тура · c3 чорний пішак · f2 білий король · g2 білий пішак · a1 біла тура | c8 чорна тура · a7 біла тура · c6 чорний пішак · f6 чорний пішак · h6 чорний пішак · b5 чорний король · c5 білий слон · d4 білий пішак · e4 чорна тура · c3 чорний пішак · f2 білий король · g2 білий пішак · a1 біла тура | c8 чорна тура · a7 біла тура · c6 чорний пішак · f6 чорний пішак · h6 чорний пішак · b5 чорний король · c5 білий слон · d4 білий пішак · e4 чорна тура · c3 чорний пішак · f2 білий король · g2 білий пішак · a1 біла тура | c8 чорна тура · a7 біла тура · c6 чорний пішак · f6 чорний пішак · h6 чорний пішак · b5 чорний король · c5 білий слон · d4 білий пішак · e4 чорна тура · c3 чорний пішак · f2 білий король · g2 білий пішак · a1 біла тура | c8 чорна тура · a7 біла тура · c6 чорний пішак · f6 чорний пішак · h6 чорний пішак · b5 чорний король · c5 білий слон · d4 білий пішак · e4 чорна тура · c3 чорний пішак · f2 білий король · g2 білий пішак · a1 біла тура | 6 |
| 5 | c8 чорна тура · a7 біла тура · c6 чорний пішак · f6 чорний пішак · h6 чорний пішак · b5 чорний король · c5 білий слон · d4 білий пішак · e4 чорна тура · c3 чорний пішак · f2 білий король · g2 білий пішак · a1 біла тура | c8 чорна тура · a7 біла тура · c6 чорний пішак · f6 чорний пішак · h6 чорний пішак · b5 чорний король · c5 білий слон · d4 білий пішак · e4 чорна тура · c3 чорний пішак · f2 білий король · g2 білий пішак · a1 біла тура | c8 чорна тура · a7 біла тура · c6 чорний пішак · f6 чорний пішак · h6 чорний пішак · b5 чорний король · c5 білий слон · d4 білий пішак · e4 чорна тура · c3 чорний пішак · f2 білий король · g2 білий пішак · a1 біла тура | c8 чорна тура · a7 біла тура · c6 чорний пішак · f6 чорний пішак · h6 чорний пішак · b5 чорний король · c5 білий слон · d4 білий пішак · e4 чорна тура · c3 чорний пішак · f2 білий король · g2 білий пішак · a1 біла тура | c8 чорна тура · a7 біла тура · c6 чорний пішак · f6 чорний пішак · h6 чорний пішак · b5 чорний король · c5 білий слон · d4 білий пішак · e4 чорна тура · c3 чорний пішак · f2 білий король · g2 білий пішак · a1 біла тура | c8 чорна тура · a7 біла тура · c6 чорний пішак · f6 чорний пішак · h6 чорний пішак · b5 чорний король · c5 білий слон · d4 білий пішак · e4 чорна тура · c3 чорний пішак · f2 білий король · g2 білий пішак · a1 біла тура | c8 чорна тура · a7 біла тура · c6 чорний пішак · f6 чорний пішак · h6 чорний пішак · b5 чорний король · c5 білий слон · d4 білий пішак · e4 чорна тура · c3 чорний пішак · f2 білий король · g2 білий пішак · a1 біла тура | c8 чорна тура · a7 біла тура · c6 чорний пішак · f6 чорний пішак · h6 чорний пішак · b5 чорний король · c5 білий слон · d4 білий пішак · e4 чорна тура · c3 чорний пішак · f2 білий король · g2 білий пішак · a1 біла тура | 5 |
| 4 | c8 чорна тура · a7 біла тура · c6 чорний пішак · f6 чорний пішак · h6 чорний пішак · b5 чорний король · c5 білий слон · d4 білий пішак · e4 чорна тура · c3 чорний пішак · f2 білий король · g2 білий пішак · a1 біла тура | c8 чорна тура · a7 біла тура · c6 чорний пішак · f6 чорний пішак · h6 чорний пішак · b5 чорний король · c5 білий слон · d4 білий пішак · e4 чорна тура · c3 чорний пішак · f2 білий король · g2 білий пішак · a1 біла тура | c8 чорна тура · a7 біла тура · c6 чорний пішак · f6 чорний пішак · h6 чорний пішак · b5 чорний король · c5 білий слон · d4 білий пішак · e4 чорна тура · c3 чорний пішак · f2 білий король · g2 білий пішак · a1 біла тура | c8 чорна тура · a7 біла тура · c6 чорний пішак · f6 чорний пішак · h6 чорний пішак · b5 чорний король · c5 білий слон · d4 білий пішак · e4 чорна тура · c3 чорний пішак · f2 білий король · g2 білий пішак · a1 біла тура | c8 чорна тура · a7 біла тура · c6 чорний пішак · f6 чорний пішак · h6 чорний пішак · b5 чорний король · c5 білий слон · d4 білий пішак · e4 чорна тура · c3 чорний пішак · f2 білий король · g2 білий пішак · a1 біла тура | c8 чорна тура · a7 біла тура · c6 чорний пішак · f6 чорний пішак · h6 чорний пішак · b5 чорний король · c5 білий слон · d4 білий пішак · e4 чорна тура · c3 чорний пішак · f2 білий король · g2 білий пішак · a1 біла тура | c8 чорна тура · a7 біла тура · c6 чорний пішак · f6 чорний пішак · h6 чорний пішак · b5 чорний король · c5 білий слон · d4 білий пішак · e4 чорна тура · c3 чорний пішак · f2 білий король · g2 білий пішак · a1 біла тура | c8 чорна тура · a7 біла тура · c6 чорний пішак · f6 чорний пішак · h6 чорний пішак · b5 чорний король · c5 білий слон · d4 білий пішак · e4 чорна тура · c3 чорний пішак · f2 білий король · g2 білий пішак · a1 біла тура | 4 |
| 3 | c8 чорна тура · a7 біла тура · c6 чорний пішак · f6 чорний пішак · h6 чорний пішак · b5 чорний король · c5 білий слон · d4 білий пішак · e4 чорна тура · c3 чорний пішак · f2 білий король · g2 білий пішак · a1 біла тура | c8 чорна тура · a7 біла тура · c6 чорний пішак · f6 чорний пішак · h6 чорний пішак · b5 чорний король · c5 білий слон · d4 білий пішак · e4 чорна тура · c3 чорний пішак · f2 білий король · g2 білий пішак · a1 біла тура | c8 чорна тура · a7 біла тура · c6 чорний пішак · f6 чорний пішак · h6 чорний пішак · b5 чорний король · c5 білий слон · d4 білий пішак · e4 чорна тура · c3 чорний пішак · f2 білий король · g2 білий пішак · a1 біла тура | c8 чорна тура · a7 біла тура · c6 чорний пішак · f6 чорний пішак · h6 чорний пішак · b5 чорний король · c5 білий слон · d4 білий пішак · e4 чорна тура · c3 чорний пішак · f2 білий король · g2 білий пішак · a1 біла тура | c8 чорна тура · a7 біла тура · c6 чорний пішак · f6 чорний пішак · h6 чорний пішак · b5 чорний король · c5 білий слон · d4 білий пішак · e4 чорна тура · c3 чорний пішак · f2 білий король · g2 білий пішак · a1 біла тура | c8 чорна тура · a7 біла тура · c6 чорний пішак · f6 чорний пішак · h6 чорний пішак · b5 чорний король · c5 білий слон · d4 білий пішак · e4 чорна тура · c3 чорний пішак · f2 білий король · g2 білий пішак · a1 біла тура | c8 чорна тура · a7 біла тура · c6 чорний пішак · f6 чорний пішак · h6 чорний пішак · b5 чорний король · c5 білий слон · d4 білий пішак · e4 чорна тура · c3 чорний пішак · f2 білий король · g2 білий пішак · a1 біла тура | c8 чорна тура · a7 біла тура · c6 чорний пішак · f6 чорний пішак · h6 чорний пішак · b5 чорний король · c5 білий слон · d4 білий пішак · e4 чорна тура · c3 чорний пішак · f2 білий король · g2 білий пішак · a1 біла тура | 3 |
| 2 | c8 чорна тура · a7 біла тура · c6 чорний пішак · f6 чорний пішак · h6 чорний пішак · b5 чорний король · c5 білий слон · d4 білий пішак · e4 чорна тура · c3 чорний пішак · f2 білий король · g2 білий пішак · a1 біла тура | c8 чорна тура · a7 біла тура · c6 чорний пішак · f6 чорний пішак · h6 чорний пішак · b5 чорний король · c5 білий слон · d4 білий пішак · e4 чорна тура · c3 чорний пішак · f2 білий король · g2 білий пішак · a1 біла тура | c8 чорна тура · a7 біла тура · c6 чорний пішак · f6 чорний пішак · h6 чорний пішак · b5 чорний король · c5 білий слон · d4 білий пішак · e4 чорна тура · c3 чорний пішак · f2 білий король · g2 білий пішак · a1 біла тура | c8 чорна тура · a7 біла тура · c6 чорний пішак · f6 чорний пішак · h6 чорний пішак · b5 чорний король · c5 білий слон · d4 білий пішак · e4 чорна тура · c3 чорний пішак · f2 білий король · g2 білий пішак · a1 біла тура | c8 чорна тура · a7 біла тура · c6 чорний пішак · f6 чорний пішак · h6 чорний пішак · b5 чорний король · c5 білий слон · d4 білий пішак · e4 чорна тура · c3 чорний пішак · f2 білий король · g2 білий пішак · a1 біла тура | c8 чорна тура · a7 біла тура · c6 чорний пішак · f6 чорний пішак · h6 чорний пішак · b5 чорний король · c5 білий слон · d4 білий пішак · e4 чорна тура · c3 чорний пішак · f2 білий король · g2 білий пішак · a1 біла тура | c8 чорна тура · a7 біла тура · c6 чорний пішак · f6 чорний пішак · h6 чорний пішак · b5 чорний король · c5 білий слон · d4 білий пішак · e4 чорна тура · c3 чорний пішак · f2 білий король · g2 білий пішак · a1 біла тура | c8 чорна тура · a7 біла тура · c6 чорний пішак · f6 чорний пішак · h6 чорний пішак · b5 чорний король · c5 білий слон · d4 білий пішак · e4 чорна тура · c3 чорний пішак · f2 білий король · g2 білий пішак · a1 біла тура | 2 |
| 1 | c8 чорна тура · a7 біла тура · c6 чорний пішак · f6 чорний пішак · h6 чорний пішак · b5 чорний король · c5 білий слон · d4 білий пішак · e4 чорна тура · c3 чорний пішак · f2 білий король · g2 білий пішак · a1 біла тура | c8 чорна тура · a7 біла тура · c6 чорний пішак · f6 чорний пішак · h6 чорний пішак · b5 чорний король · c5 білий слон · d4 білий пішак · e4 чорна тура · c3 чорний пішак · f2 білий король · g2 білий пішак · a1 біла тура | c8 чорна тура · a7 біла тура · c6 чорний пішак · f6 чорний пішак · h6 чорний пішак · b5 чорний король · c5 білий слон · d4 білий пішак · e4 чорна тура · c3 чорний пішак · f2 білий король · g2 білий пішак · a1 біла тура | c8 чорна тура · a7 біла тура · c6 чорний пішак · f6 чорний пішак · h6 чорний пішак · b5 чорний король · c5 білий слон · d4 білий пішак · e4 чорна тура · c3 чорний пішак · f2 білий король · g2 білий пішак · a1 біла тура | c8 чорна тура · a7 біла тура · c6 чорний пішак · f6 чорний пішак · h6 чорний пішак · b5 чорний король · c5 білий слон · d4 білий пішак · e4 чорна тура · c3 чорний пішак · f2 білий король · g2 білий пішак · a1 біла тура | c8 чорна тура · a7 біла тура · c6 чорний пішак · f6 чорний пішак · h6 чорний пішак · b5 чорний король · c5 білий слон · d4 білий пішак · e4 чорна тура · c3 чорний пішак · f2 білий король · g2 білий пішак · a1 біла тура | c8 чорна тура · a7 біла тура · c6 чорний пішак · f6 чорний пішак · h6 чорний пішак · b5 чорний король · c5 білий слон · d4 білий пішак · e4 чорна тура · c3 чорний пішак · f2 білий король · g2 білий пішак · a1 біла тура | c8 чорна тура · a7 біла тура · c6 чорний пішак · f6 чорний пішак · h6 чорний пішак · b5 чорний король · c5 білий слон · d4 білий пішак · e4 чорна тура · c3 чорний пішак · f2 білий король · g2 білий пішак · a1 біла тура | 1 |
|   | a | b | c | d | e | f | g | h |   |

## Результати
|                          | 1 | 2 | 3 | 4 | 5 | 6 | 7 | 8 | 9 | 10 | 11 | 12 | 13 | 14 | 15 | 16 | 17 | 18 | 19 | 20 | 21 | Очки |
| ------------------------ | - | - | - | - | - | - | - | - | - | -- | -- | -- | -- | -- | -- | -- | -- | -- | -- | -- | -- | ---- |
| Михайло Ботвинник (СРСР) | 1 | 0 | 1 | ½ | ½ | ½ | 1 | 0 | 1 | 1  | 1  | 0  | 1  | ½  | 1  | ½  | 0  | 1  | 0  | ½  | 1  | 13   |
| Михайло Таль (СРСР)      | 0 | 1 | 0 | ½ | ½ | ½ | 0 | 1 | 0 | 0  | 0  | 1  | 0  | ½  | 0  | ½  | 1  | 0  | 1  | ½  | 0  | 8    |